# Культура Ізраїлю
Ізраїльська культура — сукупність творчих досягнень населення Ізраїлю. Ізраїльська культура має давню історію і являє собою сплав безлічі субкультур різних громад, які живуть в Ізраїлі. Однією з історичних особливостей ізраїльської культури є використання єврейського календаря.

## Історія
На території Ізраїлю знаходяться 7 об'єктів, що занесені до списку всесвітньої спадщини ЮНЕСКО:
- Старе місто Єрусалиму і його стіни (1981);[1]
- Фортеця Массада (2001);[2]
- Стара частина міста Акка (2001);[3]
- Біле місто в Тель-Авіві (в інтернаціональному стилі) (2003);[4]
- Біблійні тепе — Мегіддо, Хацор, Беер-Шева (2005);[5]
- Шлях пахощів — руїни міст пустелі в Негеві (2005).[6]
- Бахайські сади в Хайфі і Акка (2008).[7][8]

Однією з історичних особливостей ізраїльської культури є прив'язка до єврейського календаря. Робочі відпустки і шкільні канікули визначаються єврейськими святами і тим, що офіційним днем відпочинку в Ізраїлі є субота — Шаббат. Згідно з юдейським звичаєм день починається ввечері, відповідно і Шаббат починається увечері в п'ятницю і закінчується ввечері в суботу, коли ізраїльська молодь поспішає на дискотеки і клуби. Фактично в Ізраїлі півтора вихідні дні: п'ятниця є коротким робочим днем, субота — офіційним днем відпочинку.

## Сучасна культура

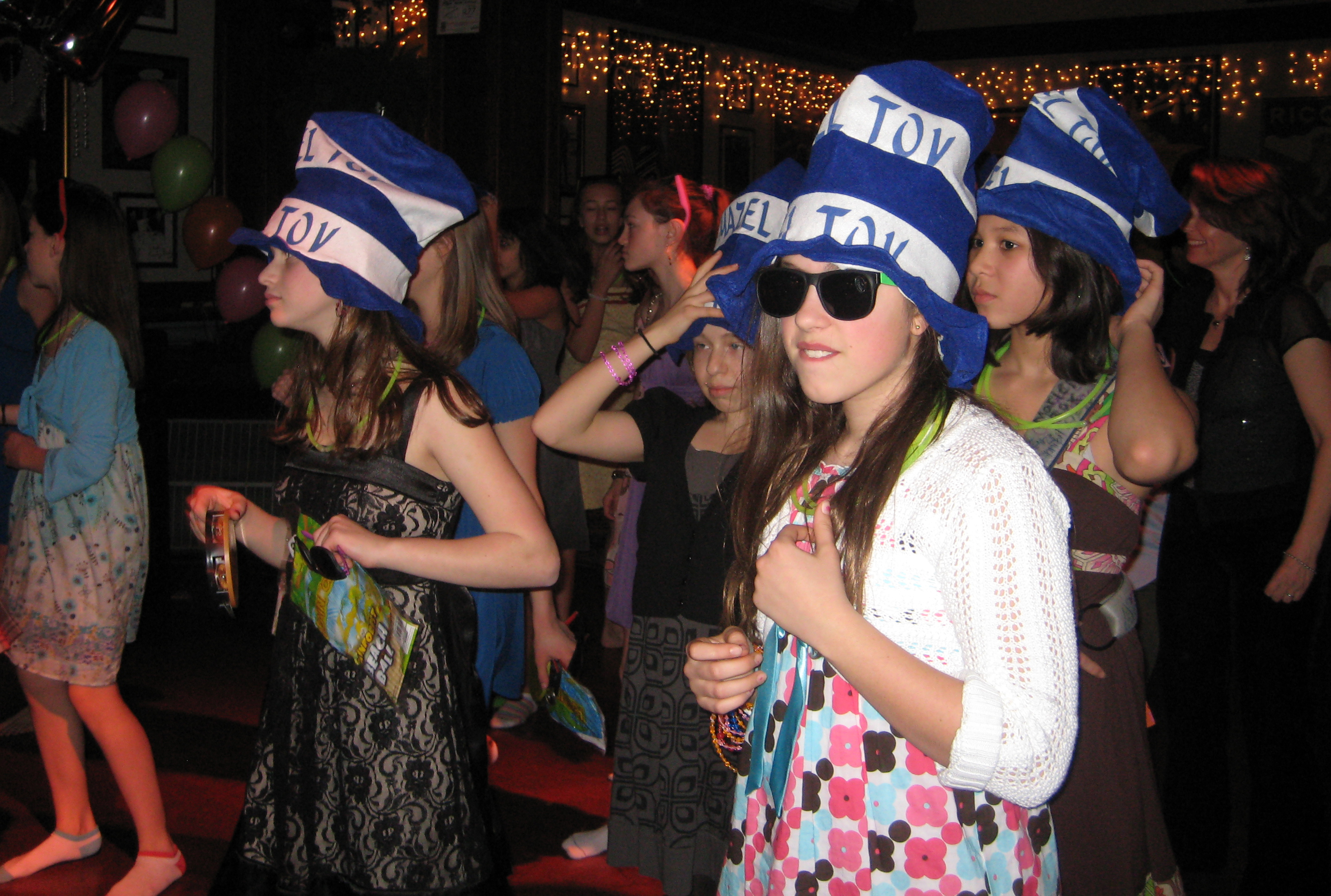
Єврейські дівчата святкують день досягнення повноліття.

Сучасна ізраїльська культура неоднорідна і динамічно розвивається. Населення в Ізраїлі дуже різноманітно, так як присутні іммігранти з 5 континентів і більш ніж з 100 країн світу. Палестинці, росіяни і ортодоксальні євреї, у кожної з цих субкультур є свої газети і культурні зв'язки. Внаслідок всіх цих особливостей ізраїльська культура є дуже різноманітною. Газети випускаються на десятках мов, вони є в кожному місті і публікують місцеві новини.
Тель-Авів вважається центром світської культури Ізраїлю, в той же час багато хто з провідних культурних установ країни знаходяться в Єрусалимі. Ізраїльський філармонічний оркестр грає як в Ізраїлі, так і за кордоном. Ізраїльські танці, такі як «Бат-Шева» і «Бат-Дор», досить відомі у світі.

## Музика
Ізраїльська музика також відображає вплив міжнародної культури. Єменська музика, хасидські мелодії, арабська музика, клезмерська музика, джаз, рок — все це частина ізраїльської сцени. Народні пісні, відомі як «Пісні Землі Ізраїлю», містять тексти, пов'язані з досвідом перших піонерів будівництва єврейського держави. Серед ізраїльських всесвітньо відомих оркестрів Ізраїльський філармонічний оркестр, який діяв протягом 70 років і зараз дає більше 200 концертів на рік.
Ізраїль бере участь в Євробаченні майже кожен рік з 1973 року. Цей конкурс ізраїльські співаки вигравали три рази, двічі Ізраїль став місцем проведення конкурсу. Ейлат проводить власний міжнародний фестиваль щоліта з 1983 року — Red Sea Jazz Festival.

## Національні танці

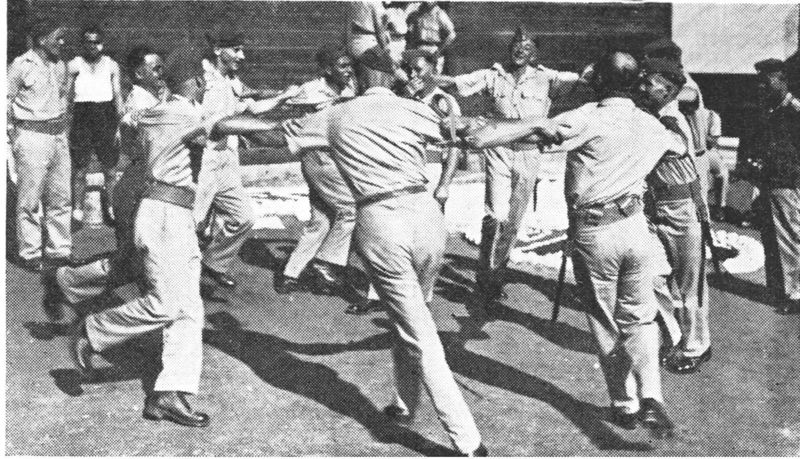
Ізраїльська Хору.

Традиційний народний танець Ізраїлю — Хору, спочатку був популярний в сільській місцевості Ізраїлю і в кібуцах. Поступово поширився в міста, виконується на великих святах. При великій кількості танцюристів люди роблять кілька кіл, один в іншому. Хору може виконуватися під традиційні ізраїльські пісні, хоча найбільш відомим є виконання під музику «Хава нагіла».
Танець модерн є популярним в Ізраїлі, там є кілька хороших ізраїльських хореографів (таких, як Огад Нахарин, Рамі Бір, Барак Маршалл і т. д.). Ці люди вважаються одними з найбільш універсальних і оригінальних міжнародних хореографів на сьогоднішній день. Відомі ізраїльські танцювальні компанії називаються: «Бат-Шева» і Kibbutz Contemporary Dance Company.
Люди приїжджають з усіх кінців Ізраїлю та багатьох інших країн для того, щоб подивитися щорічний фестиваль танцю в Кармиэле. Перший фестиваль відбувся в 1988 році, на даний момент фестиваль танцю в Кармиэле є найбільшим святом танцю в Ізраїлі, 5000 і більше танцюристів протягом трьох або чотирьох днів беруть участь у фестивалі. Близько чверті мільйонів глядачів приїжджають в Карміель подивитися на танцюристів та взяти участь у танцювальних номерах. Хореограф Йонатан Кармон заснував фестиваль танцю в Кармиэле, перейнявши досвід Гурита Кадмана, який заснував Фестиваль ізраїльського танцю в кібуці Далія в 1960-х.
У липні 2010 року Михайло Баришніков приїжджав виступати в Ізраїль.

## Театр

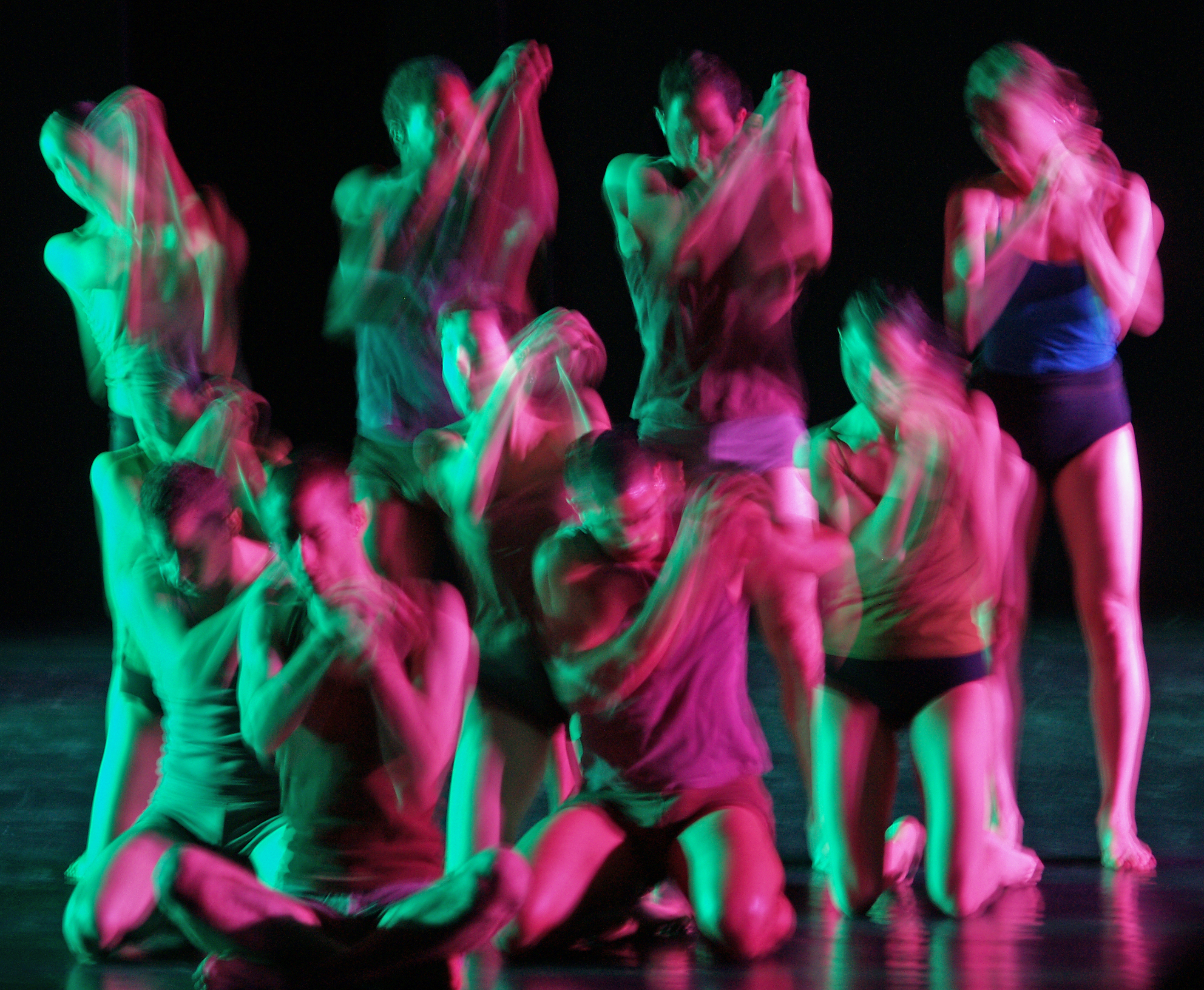
Танцювальна трупа «Бат-Шева» в Тель-Авіві

Театр також є важливим аспектом культури Ізраїлю. Національний театр, Габіма був заснований в 1909 році в польському місті Білосток, після Першої світової війни група перебралася до Москви. Є найстарішим ізраїльським репертуарним театром. У 1928 році театр " Габіма був на гастролях у Європі і керівник театру вирішив не повертатися в Радянський Союз.
Інші театри називаються: Театр Камери, Beit Lessin Theater, Gesher Theater (який виступає на івриті і російською мовою), Театр Хайфи і Beersheba Theater.

## Кіно
Ізраїльський кінематограф в основному виробляє фільми в жанрі «плюралістичного реалізму» (кіно про все, що відбувається навколо сьогодні) Існує дві відомих національних кінематографічних премії. «Приз Офір» вручається Ізраїльської кіноакадемією з 1990 року і носить ім'я видатного актора Зграї Офіру. Другий — «Приз Волжина», вручається на Єрусалимському міжнародному кінофестивалі з 1989 року і носить ім'я американського бізнесмена Джека Волжина (з 2010 року «Приз Хаджаджа», в пам'ять про американського продюсера Р. Н. Хаджадже).
Один з найбільш відомих фільмів останніх років — «Вальс з Баширом», здобув низку міжнародних нагород, і «Ліван» — лауреат «Золотого лева» 2009 року.
В середньому в Ізраїлі знімають 25-30 художніх фільмів на рік, 300 годин телевізійних фільмів і 100 годин документального кіно.

## Архітектура
Архітектура Ізраїлю складається з безлічі різних стилів будівель, так як країна етнічно неоднорідна і кожна з націй принесла щось своє, нове в оформлення різний споруд. Також будівництво будівель відбувається з урахуванням місцевих кліматичних і ландшафтних особливостей. В Ізраїлі є: замки хрестоносців, ісламські медресе, візантійські церкви, колишні будинки тамплерів, будівлі в стилі Баухаус, арабські мінарети, куполи російської православної церкви і високі сучасні хмарочоси.

## Мистецтво
Сучасне мистецтво у палестинських євреїв виникло в першій половині XX століття. Першою художньою течією в підмандатної Палестині була бецалельська школа (нині Академія мистецтв Бецалель) в Єрусалимі. Засновником школи був Борис Шац. Одним з найбільших художників Палестини, а пізніше Ізраїлю, був іммігрував з Румунії і навчався в Парижі Реувен Рубін.

## Кухня
Неоднорідний характер культури в Ізраїлі проявляється також в ізраїльській кухні, в якій використовуються різні комбінації інгредієнтів страв. У кухні також присутні і страви іммігрантів з усього світу. З моменту створення держави Ізраїль в 1948 році, та особливо з кінця 1970-х років ізраїльська кухня злилася з іншими і продовжує адаптацію елементів різних стилів єврейської кухні, включаючи Мизрахим, сефардської, єменської і ашкеназі. Також в кухні використовують багато харчові продукти, які традиційно їдять на Близькому Сході.

## Свята
В Державі Ізраїль широко, на державному рівні, відзначаються тільки єврейські релігійні та національні свята. За єврейським календарем, в якому рік починається у вересні-жовтні, відзначаються також і загальнодержавні свята. У зв'язку з цим, святкові дати зміщуються в певних межах рік від року. Також слід врахувати, що дати в єврейському календарі змінюються із заходом сонця.
Тим не менш, для віруючих, що належать до різних релігій і релігійних конфесій, статус святкових днів мають також і їх релігійні та національні свята.
| Дата                            | Назва                                                 | Оригінальні назви                                                 | Проміжок можливих дат по Григоріанському календарю в сучасний час | Статус                                                                                               |
| ------------------------------- | ----------------------------------------------------- | ----------------------------------------------------------------- | ----------------------------------------------------------------- | --- |
| Тишрей 1-2                      | Єврейський Новий рік                                  | ראש השנה Рош Ха-Шана                                              | 5вересня - 5 жовтня                                               | Офіційне свято(2 дні)                                                                                |
| Тишрей 3                        | Піст Гедалії                                          | צום גדליה Пост Гедалии                                            | 6вересня-6жовтня                                                  | Робочий день                                                                                         |
| Тишрей 10                       | Судний день                                           | יום כיפור Йом-Киппур                                              | 14 вересня- 14 жовтня                                             | Офіційне свято, підприємства закриваються опівдні напередодні свята                                  |
| Тишрей 15                       | Свято кушей                                           | סוכות Суккот                                                      | 19 вересня - 19 жовтня                                            | Офіційнесвято                                                                                        |
| Тишрей 16-21                    | напів святкові дні                                    | חול המועד סוכות Хол ха-моед Суккот                                | 19вересня - 19 жовтня                                             | Шкільні канікули,оплата відпусткив більшості державних установ, у всіх інших - короткий робочий день |
| Тишрей 21                       | Ошана Раба                                            | הושענא רבא Хошана-Раба                                            | 19 вересня - 19 жовтня                                            | короткий робочий день                                                                                |
| Тишрей 22                       | Свято радощів Тори                                    | שמחת תורה/שמיני עצרת Симхат-Тора / Шмини Ацерет                   | 26 вересня - 26 жовтня                                            | Офіційне свято                                                                                       |
| Хешван 12                       | День пам’яті Тори                                     | День пам’яті Іцхака Рабіна                                        | 15 листопада - 15 грудня                                          | Національний день пам'яті, робочий день                                                              |
| Кислев 25 — Тевет 2/3           | Ханнука                                               | חנוכה Ханука                                                      | 27 листопада - 27 грудня                                          | Шкільні канікули (7 днів), робочі дні                                                                |
| Тевет 10                        | Загальні поминальні дні                               | צום עשרה בטבת Піст 10 тевета (День загального поминання)          | 3 січня - 3 лютого                                                | Робочий день                                                                                         |
| Шват 15                         | Новий рік дерев                                       | ט"ו בשבט Ту би-Шват                                               | 8січня — 8 лютого                                                 | Робочий день                                                                                         |
| Адар 13                         | Піст Эсфіри                                           | תענית אסתר Піст Есфіри                                            | 23 лютого — 25березня                                             | Шкільні канікули, робочий день                                                                       |
| Адар 14 (в некоторых местах 15) | Пурим                                                 | פורים Пурим                                                       | 24 лютого — 26 березня                                            | Шкільні канікули, інколи відпустка з оплатою                                                         |
| Нисан 15                        | Єврейськая Паска                                      | פסח Песах                                                         | 26 березня — 25 квітня                                            | Офіційне свято                                                                                       |
| Нисан 16-20                     | напівсвяткові дні                                     | חול המועד פסח Песах                                               | 26 березня — 25 квітня                                            | Шкільні канікули, відпустка з оплатою на багатьох установах                                          |
| Нисан 21                        | Сьомий день єврейської Пасхи                          | שביעי של פסח Песах                                                | 1 квітня — 1 травня                                               | Офіційне свято                                                                                       |
| Нисан 27                        | День пам’яті жертв Катастрофи європейського єврейства | יום הזיכרון לשואה ולגבורה Йом Ха-Шоа                              | 7 квітня — 7 травня                                               | Національний день пам’яті, всі установи відкриті зазвичай окрім розважальних закладів                |
| Ияр 4                           | День пам’яті полеглих у війнах Ізраілю та в терактах  | יום הזיכרון לחללי מערכות ישראל ונפגעי פעולות האיבה Йом Ха-Зикарон | 14 квітня — 14 травня                                             | Національний день пам’яті, розважальні заклади закриті                                               |
| Ияр 5                           | День Незалежності                                     | יום העצמאות День незалежності Ізраїлю                             | 15 квітня — 15 травня                                             | Офіційне свято                                                                                       |
| Ияр 18                          | ЛаГ-баОмер (33 день Омера)                            | ל"ג בעומר ЛаГ-баОмер                                              | 28 квітня — 28 травня                                             | Шкільні канікули                                                                                     |
| Ияр 28                          | День Єрусалиму                                        | יום ירושלים День Єрусалиму                                        | 8 травня— 7 червня                                                | Інколи відпустка з оплатою                                                                           |
| Сиван 6                         | Пятидесятниця                                         | שבועות Шавуот                                                     | між 15 травня та 14 червня                                        | Офіційне свято                                                                                       |
| Тамуз 17                        | Піст 17-го Тамуза                                     | שבעה עשר בתמוז Піст 17-го Тамуза                                  | 10 липня — 10 серпня                                              | Робочий день                                                                                         |
| Ав 9                            | Піст 9-го Ава (Руйнування Єрусалимського храму)       | תשעה באב Девятое Ава                                              | 5 серпня — 5 вересня                                              | Инколи відпустка зоплатою, розважальні заклади закриті                                               |
| Ав 15                           | 15 Ава (Святокохання)                                 | ט"ו באב Ту бе-Ав                                                  | 11 вересня — 11 жовтня                                            | Робочий день                                                                                         |

## Музеї

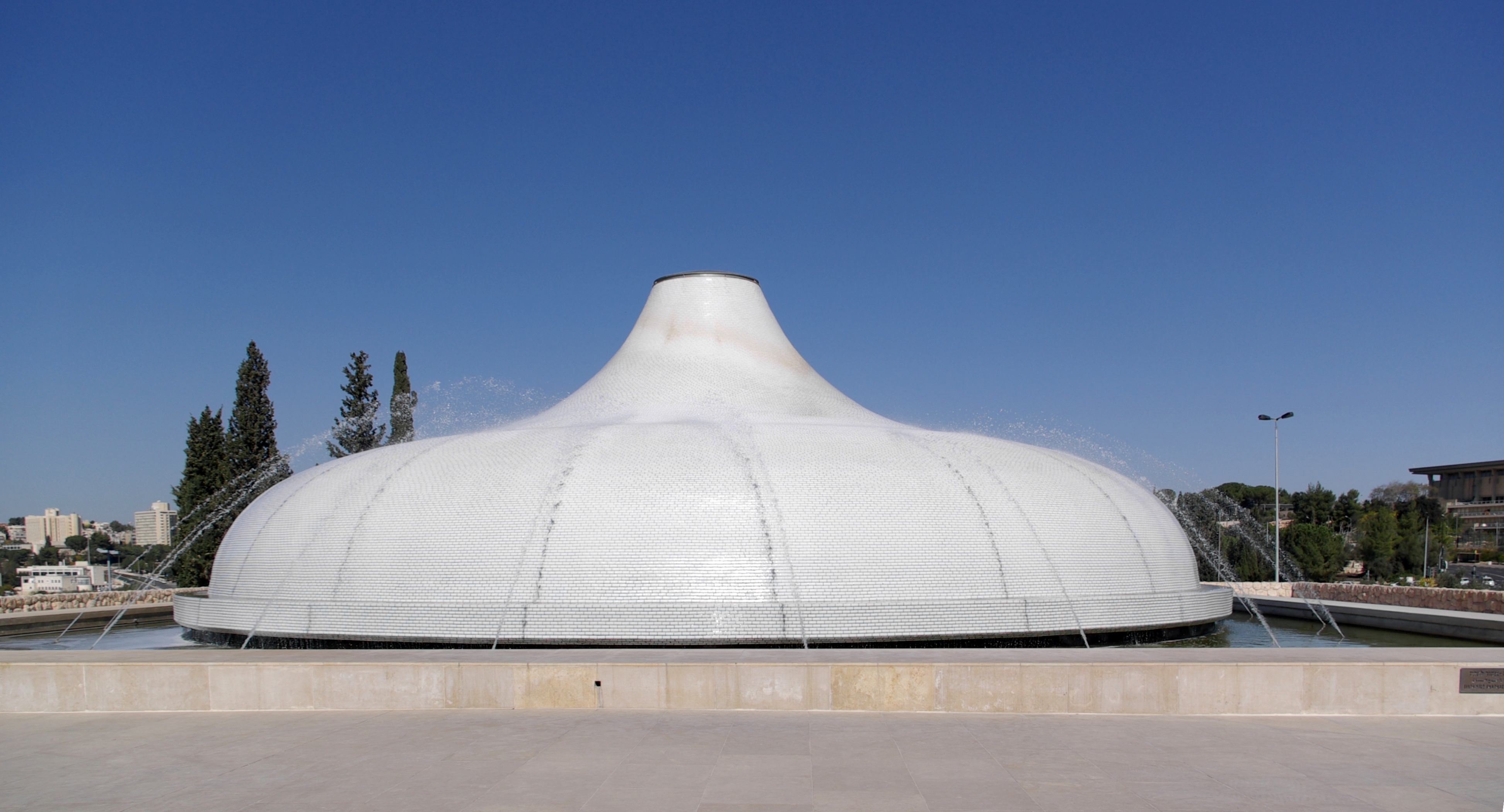
Музей Ізраїлю

Музей Ізраїлю в Єрусалимі є одним з найважливіших культурних інститутів Ізраїлю і місцем зберігання Сувоїв Мертвого моря, а також величезної колекції юдаїки і європейського мистецтва.

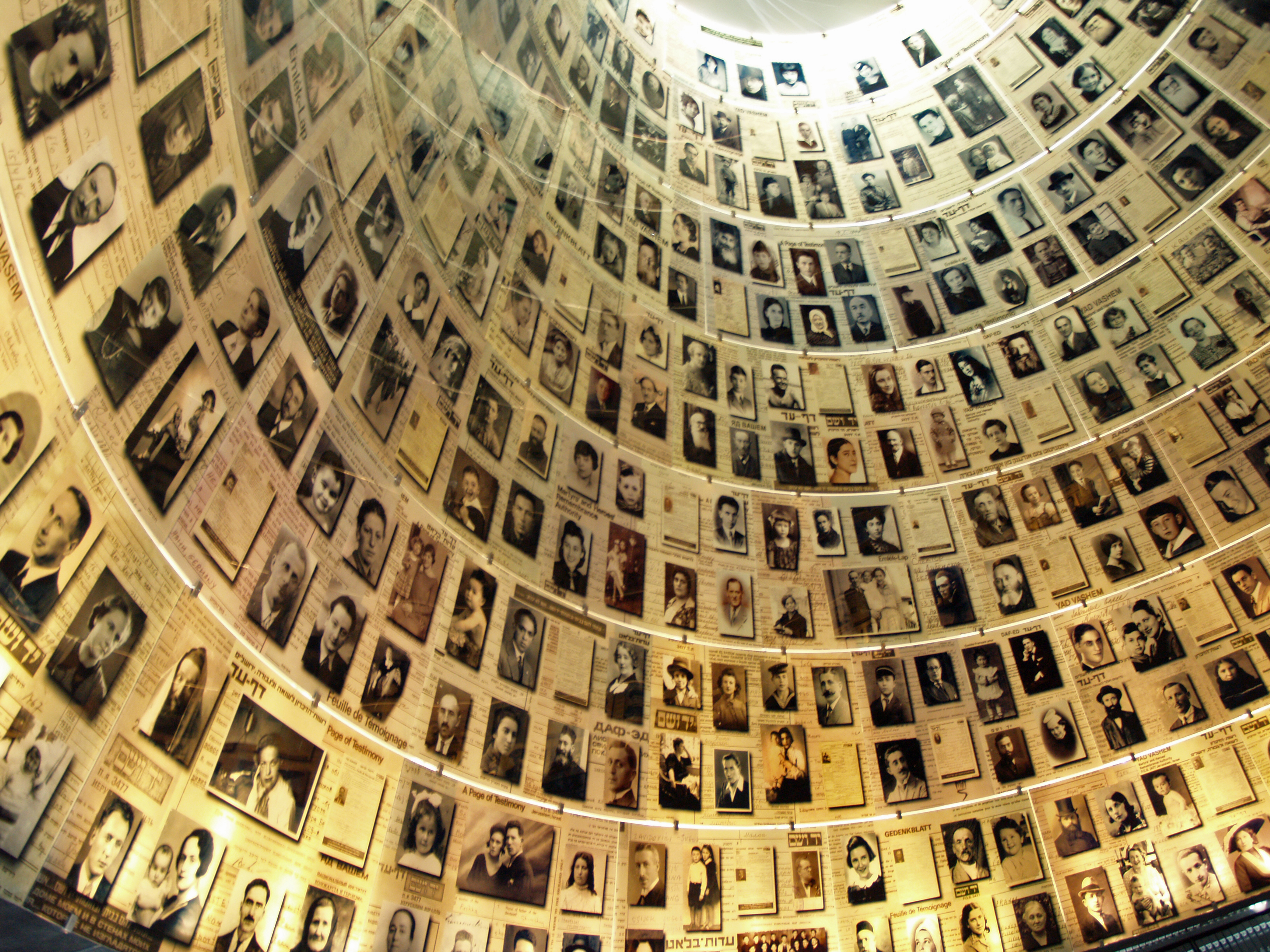
Яд ва-Шем

Музей Голокосту «Яд ва-Шем», — найбільший у світі архів інформації, присвяченій цій страшній сторінці у світовій історії. Музей Діаспори в кампусі Тель-Авівського Університету — інтерактивний музей, присвячений історії єврейських громад всього світу.
У містах Цфат, Яффо і Ейн-Хід є безліч художніх галерей і музеїв. Основні художні музеї знаходяться в Тель-Авіві, Герцлія та Єрусалимі.
Крім основних музеїв у великих містах, також є висококласні культурні заклади в містечках і кіббуцах. «Мишкан Ле Оманут» в киббуце «Ейн-Харод Меухад» вважається найбільшою картинною галереєю на півночі країни.
Порівняно з будь-якою іншою країною Ізраїль має найбільшу кількість музеїв на душу населення.